# HD 49891
HD 49891 è una stella bianca nella sequenza principale di magnitudine 6,33 situata nella costellazione del Cane Maggiore. Dista 584 anni luce dal sistema solare.

## Osservazione
Si tratta di una stella situata nell'emisfero celeste australe; grazie alla sua posizione non fortemente australe, può essere osservata dalla gran parte delle regioni della Terra, sebbene gli osservatori dell'emisfero sud siano più avvantaggiati. Nei pressi dell'Antartide appare circumpolare, mentre resta sempre invisibile solo in prossimità del circolo polare artico. Essendo di magnitudine pari a 6,3, non è osservabile ad occhio nudo; per poterla scorgere è sufficiente comunque anche un binocolo di piccole dimensioni, a patto di avere a disposizione un cielo buio.
Il periodo migliore per la sua osservazione nel cielo serale ricade nei mesi compresi fra dicembre e maggio; da entrambi gli emisferi il periodo di visibilità rimane indicativamente lo stesso, grazie alla posizione della stella non lontana dall'equatore celeste.

## Sistema stellare
HD 49891 è un sistema multiplo formato da 4 componenti. La componente principale A è una stella di magnitudine 6,33. La componente B è di magnitudine 7,8, separata da 1,8 secondi d'arco da A e con angolo di posizione di 206 gradi. La componente C è di magnitudine 8,8, separata da 30,5 secondi d'arco da A e con angolo di posizione di 281 gradi. La componente D è di magnitudine 13,0, separata da 29,3 secondi d'arco da A e con angolo di posizione di 002 gradi.